# 조선로동당 제6차 대회
조선로동당 제6차 대회(朝鮮勞動黨第6次大會)는 1980년 10월 10일부터 10월 14일까지 진행된 조선로동당의 당대회다. 당의 지도 이념을 주체사상으로 정하였으며, 마르크스-레닌주의의 혁명적 원칙을 견지하는 동시에 수정주의를 배격한다는 당규를 성립하였다. ‘전국적 범위에서의 민족해방 인민민주주의혁명 및 북반부의 사회주의 완전승리라는 당면목표와 온사회의 주체사상화 및 공산주의건설’이라는 최종 목표가 채택되었다.

## 통계
- 당원: 추산 3백만 명
- 당세포: 약 30만 개
- 대의원: 3320명. 발언권을 가진 사람은 158명
- 당원의 인구비: 17%